# Ahmed Yasser
Ahmed Yasser (sinh ngày 17 tháng 5 năm 1994) là một cầu thủ bóng đá người Qatar.

## Đội tuyển bóng đá quốc gia Qatar
Ahmed Yasser thi đấu cho đội tuyển bóng đá quốc gia Qatar từ năm 2013 đến 2017.

## Thống kê sự nghiệp
| Đội tuyển bóng đá Qatar | Đội tuyển bóng đá Qatar | Đội tuyển bóng đá Qatar |
| Năm                     | Trận                    | Bàn                     |
| ----------------------- | ----------------------- | ----------------------- |
| 2013                    | 2                       | 0                       |
| 2014                    | 1                       | 0                       |
| 2015                    | 8                       | 0                       |
| 2016                    | 10                      | 0                       |
| 2017                    | 8                       | 0                       |
| Tổng cộng               | 29                      | 0                       |